# Pyrrosia porosa
Pyrrosia porosa är en stensöteväxtart som först beskrevs av Karel Presl och som fick sitt nu gällande namn av Peter Hans Hovenkamp.
Pyrrosia porosa ingår i släktet Pyrrosia och familjen Polypodiaceae. Inga underarter finns listade i Catalogue of Life.